# 達尼埃萊·加洛帕
達尼埃萊·加洛帕（義大利語：Daniele Galloppa；1985年5月15日—）是一位意大利足球運動員。在場上的位置是中場。他現在效力於意大利足球甲級聯賽球隊帕爾馬足球俱樂部。他也曾代表意大利國青隊參賽。

## 外部連結
- danielegalloppa.it - 官方網站 （意大利文）
- FIGC （页面存档备份，存于） （意大利文）